# Championnat de Belgique féminin de rugby à XV
 (signalé en mai 2025).
Si vous disposez d'ouvrages ou d'articles de référence ou si vous connaissez des sites web de qualité traitant du thème abordé ici, merci de compléter l'article en donnant les références utiles à sa vérifiabilité et en les liant à la section « Notes et références ».
- Archive Wikiwix
- Bing
- Cairn
- DuckDuckGo
- E. Universalis
- Gallica
- Google
- G. Books
- G. News
- G. Scholar
- Persée
- Qwant
- (zh) Baidu
- (ru) Yandex
- (wd) trouver des œuvres sur Wikidata

Pour les articles homonymes, voir Championnat de Belgique.
Le Championnat de Belgique de rugby féminin regroupe les meilleurs clubs belges de rugby à XV. Il est organisé par la Fédération belge de rugby à XV.

## Histoire
En 1981, quelques copines ont eu envie, à force de regarder leur mari, petit copain ou copains se rouler dans la boue au BUC Saint-Josse Rugby Club, de les imiter. Elle le feront d’abord en cachette, uniquement pour se préparer à faire un match d’exhibition lors du tournoi vétérans du club en mai 1981 puis, dès la saison suivante, toutes les semaines au stade Fallon à Woluwe-Saint-Lambert. L'Ovalie, la première équipe féminine de Belgique, était donc née!
En 1982, les "fornijntjes" du Dendermondse Rugby Club les rejoignent.
Et en 1985, c'est au Rugby club La Hulpe que les amies des joueurs lancent une section féminine. Elles seront championnes de Belgique dès la création officielle d’un championnat féminin lors de la saison 1995-1996.

## Les clubs de l'édition 2024-2025
- Boitsfort RC
- BBRFC Celtic
- RC Antwerp
- Dendermonde RC
- RC Frameries
- Gent RFC
- Ovalie Kituro
- RC Leuven
- RC Soignies

## Palmarès de la Première division féminine
- 1996 : RC La Hulpe
- 1997 : RC La Hulpe (2)
- 1998 : RC Leuven
- 1999 : RC La Hulpe (3)
- 2000 : RC La Hulpe (4)
- 2001 : RC La Hulpe (5)
- 2002 : RC La Hulpe (6)
- 2003 : RC La Hulpe (7)
- 2004 : Dendermonde
- 2005 : Dendermonde (2)
- 2006 : Brussels Barbarians
- 2007 : Dendermonde (3)
- 2008 : Dendermonde (4)
- 2009 : Coumères
- 2010 : Coumères (2)
- 2011 : Dendermonde (5)
- 2012 : Dendermonde (6)
- 2013 : Dendermonde (7)
- 2014 : Dendermonde (8)
- 2015 : Dendermonde (9)
- 2016 : Boitsfort
- 2017 : Boitsfort (2)
- 2018 : Dendermonde (10)
- 2019 : Dendermonde (11)
- 2020 : annulé (à cause de la pandémie de COVID19)
- 2021 : annulé (à cause de la pandémie de COVID19)
- 2022 : RC La Hulpe (8)
- 2023 : Ovalie Kituro
- 2024 : Boitsfort (3)
- 2025 : Gent RFC

## Nombre d'équipes féminines par saison
| Saison    | Div 1 | Div 2 | Div 3 | Div 4 | Total |
| --------- | ----- | ----- | ----- | ----- | ----- |
| 2003-2004 | 8     | -     | -     | -     | 8     |
| 2004-2005 | 9     | -     | -     | -     | 9     |
| 2005-2006 | 5     | 5     | -     | -     | 10    |
| 2006-2007 | 6     | 5     | -     | -     | 11    |
| 2007-2008 | 7     | 7     | -     | -     | 14    |
| 2008-2009 | 8     | 9     | -     | -     | 17    |
| 2009-2010 | 9     | 9     | -     | -     | 18    |
| 2010-2011 | 8     | 5 + 6 | -     | -     | 19    |
| 2011-2012 | 8     | 7 + 7 | -     | -     | 22    |
| 2012-2013 | 8     | 5 + 6 | 8     | -     | 27    |
| 2013-2014 | 8     | 9     | 7 + 7 | -     | 31    |
| 2024-2025 | 9     | 10    | 7 + 7 | 6 + 6 | 45    |